# Mecca-Cola
Мекка Кола — безалкогольный газированный напиток, являющийся основным продуктом Mecca Cola World Company. Он был создан в 2002 году французским предпринимателем Тауфиком Матлути как альтернатива Coca-Cola и Pepsi-Cola, ориентированная на мусульманских потребителей. Название продукта не относится к священному городу мусульман Мекке; по утверждению создателя Тауфика Матлути он назвал этот напиток в честь одного из коренных племен Северной Америки которое называлось «Мекка» или «Маках».
Рецепт Мекка Кола является инновационным с точки зрения состава и разработан с учётом требований Ислама, не содержит вредных или недозволенных веществ, таких как аспартам, кармин и другие. Также данный напиток является безглютеновым.
В настоящее время Мекка Кола продается в некоторых регионах арабского мира, Европы, США, Индии, Канады. С октября 2024 года данный напиток продается в Казахстане а также в ряде стран Центральной Азии. Всего продукция реализуется в более чем 30 странах мира. Расположение Mecca Cola World Company перенесено в Гонконг.
Компания жертвует 10 % своей прибыли на финансирование гуманитарных проектов на палестинских территориях, а также 10 % благотворительным организациям тех стран, в которых продаются их продукты.
Mecca Cola World Company также реализует безалкогольные напитки с фруктовыми вкусами под брендом Мекка Кола. Компания являлась спонсором Организации исламской конференции 2003 года в Малайзии.